# Mark 5
Mark 5 foi a primeira linha de bombas nucleares do mundo, desenvolvida nos Estados Unidos da América, foram feitos aproximadamente 72 projeteis.
Ela tinha 39 polegadas de diâmetro, 132 centímetros de comprimento e pesava de 2,405 a 2,650 libras, tinha como combustível uma mistura de urânio com plutônio, os testes obtiveram de 6 a 120 quilotons e esteve em serviço de 1952 a 1963.
As portas no nariz(imagem) são para que as partes internas da bomba sejam colocadas e logo depois lacradas e lançadas sobre o alvo.